# 휴대용 전자 게임

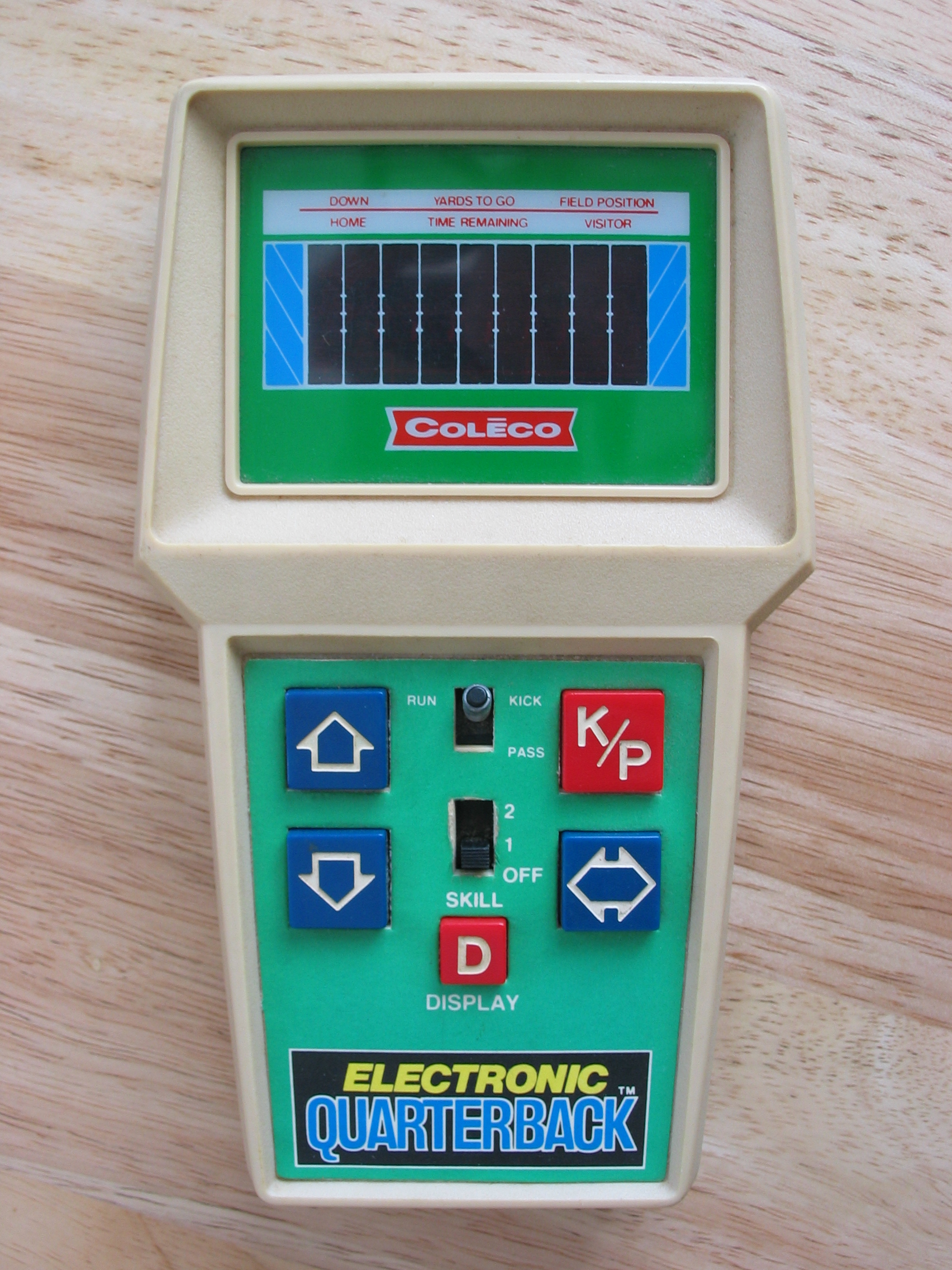
콜레코의 일렉트로닉 쿼터백(Electronic Quarterback, 1978년)

휴대용 전자 게임(handheld electronic game)은 비디오 게임의 소형화된 버전인 대화형 전자 게임으로, 컨트롤, 디스플레이 및 스피커가 모두 단일 장치의 일부인 휴대용 게임 콘솔로 알려진 휴대용 휴대용 기기에서 플레이된다. 작은 픽셀의 격자로 구성된 범용 화면 대신 일반적으로 하나의 게임을 플레이하도록 설계된 맞춤형 디스플레이가 있다. 이러한 단순성은 스마트워치만큼 작게 만들 수 있으며 때로는 그렇게 만들 수도 있음을 의미한다. 이러한 게임의 시각적 출력은 몇 개의 작은 전구 또는 LED 조명부터 계산기와 같은 영숫자 화면까지 다양하다. 나중에 이것들은 상세한 이미지와 VFD 게임의 경우 컬러를 갖춘 액정 및 진공 형광 디스플레이 스크린으로 대부분 대체되었다. 휴대용 기기의 인기는 1970년대 후반부터 1990년대 초반까지 최고조에 달했다가 쇠퇴했다. 이는 휴대용 콘솔 게임기의 전신이다.

## 오늘날의 기기
닌텐도 스위치와 같은 휴대용 콘솔이 점점 더 정교해지고 있음에도 불구하고, 전용 휴대용 콘솔은 계속해서 틈새 시장을 찾고 있다. 아키바계와 같은 기술을 사랑하는 게이머 하위 문화 중에서 2008년 투투키 바코와 같은 독특한 제어 방식은 참신함으로 인해 판매 가능한 것으로 입증되었지만 이와 같은 전용 휴대용 장치는 흔하지 않는다. 블랙잭, 포커, 스도쿠와 같은 성인용 유행으로 인해 수십 가지의 독창적이고 복제된 휴대용 게임도 탄생했다.
1990년대 초반에 인기를 끌었던 중국/러시아 브릭 게임(Brick Game)에는 10 × 20 블록 그리드를 조잡한 저해상도 도트 매트릭스 화면으로 사용하는 게임이 포함되어 있다. 이러한 장치에는 종종 테트리스의 다양한 변형이 있으며 때로는 레이싱, 브레이크아웃 또는 한 블록이 "적" 블록에 블록을 투영하는 갤러가 또는 배틀 시티와 유사한 슈팅 게임과 같은 다른 종류의 게임도 있다. 이러한 디자인 중 가장 발전된 디자인은 일반적으로 알파벳 문자로 정렬된 26개의 고유한 게임을 갖추고 있으며 다중 채널 사운드, 음성 합성 또는 디지털 사운드 샘플, 시스템이 꺼졌을 때 현재 게임 진행 상황과 최고 점수를 저장할 수 있는 내부 CMOS 메모리를 갖추고 있다. 이러한 게임이 12개 포함된 이러한 핸드헬드 중 상당수는 수백 또는 수천 개의 게임(예: "9999 in 1")이 있는 것으로 판매되지만 대부분은 속도와 난이도 설정이 다르다. 가장 기본적인 제품은 이제 1달러에 판매된다.
휴대용 게임의 가장 낮은 수준에는 "떨어지는 물체 피하기/잡기" 게임도 있다. 이 게임은 2개의 이동 버튼으로 제어되며, 플레이어 위치 열과 플레이어를 향해 움직이는 발사체 행이 있는 화면을 자랑한다. 플레이어와 발사체는 미사일을 피하는 탱크부터 소시지를 잡는 개까지 어떤 그림이든 될 수 있다.

### 브릭 게임

브릭 게임의 대략적인 모습

브릭 게임(Brick Game)은 중국, 대만, 홍콩 등에서 발매된 전용 핸드헬드 비디오 게임 콘솔로, 그 시초는 1989년에 발매된 게임보이 테트리스와 중국에서 만든 전용 핸드헬드 비디오 게임 콘솔인 테트리스 주니어이다.
브릭 게임의 역사는 1989년 발매된 게임보이 테트리스가 먼저 시초이며, 또다른 브릭 게임의 시초인 테트리스 주니어도 게임보이 테트리스에 기반을 두었지만, 라이선스를 받은 콘솔이었다. 그러다가 피쳐폰이 들어서게 되며 몇몇 나라에선 자취를 감추게 되었으나, 몇몇 개발도상국에서는 아직까지 현역이다.
대다수는 테트리스나 테트리스의 변종들이며, 때때로 탱크를 쏘는 게임이나 뱀 게임, 레이싱 게임, 칼럼스와 비슷한 게임도 있으며, 프로거와 비슷한 게임도 있다. 그리고 종종 격투기 게임도 들어간다.

## 같이 보기
- 모바일 게임
- 전용 콘솔
- 휴대용 콘솔 게임기
- 모바일 게임